# یاخوشه
یاخوشه (به لاتین: Jachosze) یک روستا در لهستان است که در گمینا بیوگورای واقع شده‌است. یاخوشه ۱۵ نفر جمعیت دارد.